# Grêmio Esportivo Bagé
O Grêmio Esportivo Bagé, mais conhecido simplesmente como Bagé, e popularmente pelo apelido de jalde-negro, é um clube gaúcho de futebol, da cidade de Bagé, no estado do Rio Grande do Sul.
O Bagé, considerado um dos clubes mais tradicionais do estado, foi fundado em 1920, e já em 1925 foi Campeão Gaúcho, numa final contra o Grêmio Porto-Alegrense, no Estádio da Baixada, em Porto Alegre. Este título foi conquistado de maneira invicta. Os responsáveis por esta conquista são chamados até hoje pela torcida como os "Imortais de 25".
Ainda nos anos 1920, o Bagé seria vice-campeão do Campeonato Gaúcho de Futebol de 1927, mais uma vez sendo o melhor colocado entre os clubes do interior do Estado, disputando a final do campeonato contra o Internacional.
O Bagé foi campeão da Copa Governador do Estado do Rio Grande do Sul em 1974. E em mais três oportunidades, campeão do Campeonato Gaúcho de Futebol - Segunda Divisão 1964, 1982 e 1985, sendo vice-campeão desta competição em 1993 e em 2017.
O Bagé também obteve o título de Campeão do Interior do Rio Grande do Sul em seis oportunidades, nos anos de 1925, 1927, 1928, 1940, 1944 e 1957.
Em termos de finais de Campeonato Gaúcho, o Bagé participou seis vezes, sendo campeão em 1925 e vice-campeão nos anos de 1927, 1928, 1940, 1944 e 1957.
O clube conquistou em 23 oportunidades o Campeonato Citadino de Bagé. Em confrontos contra o rival Guarany, o Bagé venceu duas taças históricas, a do Centenário de Bagé, em 1959, e a do Sesquicentenário da cidade de Bagé, em 2009.
No ranking do Campeonato Gaúcho, contabilizado desde 1919 e que confere pontuação ao campeão e vice-campeão da competição, o Bagé ocupa o 5º lugar
dentre todos os clubes profissionais do Estado.
O futebol sempre foi o esporte principal desenvolvido pelo Bagé. Entretanto, outras modalidades já foram praticadas pelos atletas do clube. Entre elas, destacaram-se o Futsal e o Basquete, sendo que o Departamento de Futsal do clube esteve em atividade até o final dos anos 1980, tendo, em 1976, conquistado o vice-campeonato gaúcho da categoria.
Atualmente o clube disputa a Divisão de Acesso do Campeonato Gaúcho de futebol profissional.

## História

### Fundação
O Bagé foi fundado no dia 5 de agosto de 1920 como resultado da união de dois outros times locais, o Sport Club 14 de Julho (fundado em 1913) e o Rio Branco. Entre os fundadores também figuravam alguns atletas do SC Bagé, primeiro clube de futebol de Bagé.

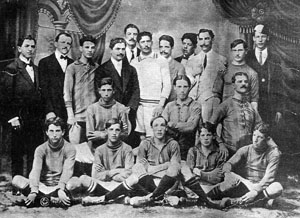
Equipe do Rio Branco, em 1911. Utilizava a camisa listrada, nas cores verde e amarelo. Foi clube fundador da FGF, e um dos dois clubes que originou o Bagé.

Foram fundadores do clube: Dr. Átila Vinhas, Dr. Carlos Brasil, Florêncio Py Lima, Jose Parera y Valls, Leonardo Teixeira, Leonidio Malafaia, Nélson Osório Ripalda, Paulino Brandi, Dr. Sílvio Vinhas, Dr. Valandro e Virato Azambuja.
A primeira diretoria do Bagé ficou assim estabelecida:
- Presidente: Jose Parera y Valls
- Diretor-Geral Cap. Alípio Pereira Costa
- Secretário: Sargento Osório
- Tesoureiro: Austeclino Guaspe
- Capitão-geral: Rafael Médice

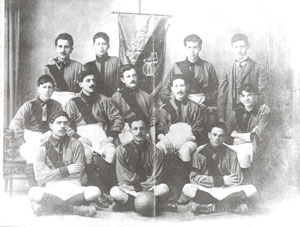
Equipe do SC Bagé, em 1906, fundado no dia 15 de novembro daquele ano. Este clube introduziu o futebol na cidade de Bagé e tinha como cores o amarelo e preto. Foi também o embrião do GE Bagé

Em relação às cores, o Bagé herdou do Rio Branco o amarelo e do Sport Club 14 de Julho o preto, surgindo aí o tradicional jalde -negro.
Em 1920, com a fundação do Bagé, vários jogadores do extinto Sport Club Bagé (primeiro clube dedicado ao futebol na cidade), fundado em 1906 e ativo até 1914, que estavam em outras equipes, entre eles José Gomes Filho (que viria a ser presidente do Bagé) e os irmãos Suñe e Mingote Paiva, vão para o novo clube jalde-negro.

#### Primeiros jogos
Em 15 de agosto de 1920, com uma disputa interna entre o primeiro e o segundo time do Bagé, foi inaugurado seu primeiro campo, situado no arrabalde Estrela D'Alva, onde atualmente se encontra instalado o 25º Grupo de Artilharia de Campanha.
A primeira partida oficial disputada pelo Bagé ocorreu no dia 5 de setembro de 1920, exatamente um mês após a fundação. O adversário foi o Gabrielense, da cidade de São Gabriel. O placar da partida foi 1 x 1, e o autor do gol jalde-negro foi Argeu, que viria ser campeão gaúcho em 1925, defendendo o Bagé.
A primeira vitória do Bagé foi em sua segunda partida, em 12 de novembro de 1920. O adversário foi o Ginasial Futebol Clube. O Bagé venceu por 2 x 1, e o time que iniciou a partida foi: Nandinho; Fortunato e Joaninho; Guri, Uruguaiana e Misael; Leonardo, Campeão, João, Oliveira e Páscoa.
Em 11 de abril de 1921, o Bagé fez sua primeira partida fora da cidade, contra o mesmo Gabrielense, em São Gabriel. Nova vitória jalde-negra, desta vez por 2 x 1. No ano seguinte, a sede foi transferida para o arrabalde Menino Deus.

#### O primeiro título
O Bagé conquistou seu primeiro título em 1922, com as finais sendo disputadas em duas partidas, com empate em dois gols, no dia 20 de setembro de 1922 (Fortunato e Páschoa marcaram para os jalde-negros, Greco e Bate para os alvirrubros) e vitória do Bagé na segunda partida por 1x0, gol de Oliveira, em 24 de setembro do mesmo ano. Com estes resultados o Bagé sagrou-se campeão citadino.
| 24 de setembro de 1922 | Bagé     | 1 – 0     | Guarany de Bagé | Pedra Moura, Bagé (RS) |
|                        | Oliveira | Relatório |                 | Árbitro: RS            |

Bagé: Fêlo Médici. Fortunato e Joaninho; Guri, Candiota e Catulino Moreira; Leonardo (Páschoa), Argeu, Indio, João Amaral e Oliveira.

Guarany: José Balverdu, Avancini e Afonso; Souza, Carlos Kluwe e Maidana (Seixas); Ratão, Saraiva, Greco, Lagarto e Cláudio

### Campeão Gaúcho de 1925
O Bagé, após cinco anos de sua fundação, sagrou-se Campeão Gaúcho de 1925, vencendo em Porto Alegre, no Estádio da Baixada, ao Grêmio Porto-Alegrense, pelo placar de 2 x 1. A partida foi realizada no dia 22 de novembro daquele ano.
No caminho até a final, o clube jalde-negro obteve os seguintes resultados: o Bagé bateu o rival Guarany no torneio citadino daquele ano, tornando-se campeão citadino de 1925, e com isto, obteve o direito de disputar o campeonato estadual. Sagrou-se campeão "Zonal" ao vencer o XV de Novembro de Dom Pedrito, pelo placar de 3 x 0. Foi campeão da Região Sul ao vencer o EC Pelotas por 1 x 0, e na semifinal eliminou o campeão da Região Fronteira, o Grêmio Santanense, por 3 x 1.

#### A grande final
| 22 de novembro de 1925 | Grêmio | 1 – 2     | Bagé     | Baixada, Porto Alegre (RS) |
|                        | Feio   | Relatório | Oliveira | Árbitro: RS                |

Bagé: Júlio Amaral, Antônio e Fortunato; Misael Romero, Candiota e Catulino Moreira; Leonardo, Pasqualito, Oliveira, Páschoa e João Amaral.

Grêmio: Eurico Lara, Sardinha e Neco; Macarrão, Feio e Zeca; Coró, Cói, Olverio, Luiz Carvalho e Meneghini.

#### Imortais de 25
Por se tratar da maior conquista do Bagé no futebol profissional do Rio Grande do Sul, além do título ter sido obtido de maneira invicta e o Bagé tendo revertido o placar adverso fora de casa na final (o Grêmio havia feito o primeiro gol da partida), os responsáveis por esta conquista são chamados até hoje pela torcida do Bagé como os "Imortais de 25".

##### Taça CBD
O Bagé, com a conquista do título estadual de 1925, foi o primeiro clube a ter escrito seu nome na taça de prata oferecida pela então CBD (Confederação Brasileira de Desportos), atual CBF.
Ainda nos anos 1920, o Bagé chegou duas vezes nas finais do Campeonato Estadual, em 1927 e 1928. As partidas finais foram contra o Internacional e Americano, respectivamente.

### Década de 1930
Nesta década o Bagé conquistou o tri-campeonato municipal e a hegemonia no campeonato citadino, com 5 títulos do certame (1931, 1932, 1933, 1936 e 1939).

Em 24 de abril de 1937 foi assinada a escritura da área de 11.674,60 metros quadrados, onde estava instalado o Estádio “Pedra Moura”, adquirida definitivamente pelo Bagé.
O presidente do Bagé era o comerciante José Fuchs, e até aquele momento a área pertencia a Tristão Riet, fazendeiro radicado em Montevidéu.

### Década de 1940
No ano de 1940, o Bagé imprime a maior goleada em um clássico Ba-Gua (que perdura até os dias atuais): 7 x 0 contra o rival Guarany.
Também nos anos de 1940, o Bagé por mais duas vezes chega ao título de "Campeão do Interior", em virtude da segunda colocação no Campeonato Estadual, sendo vice-campeão Gaúcho em 1940 e 1944.
Em 1949 novo título citadino após duas vitórias nas finais, contra o Guarany: 2 x 0 no Estádio Pedra Moura e 3 x 2 no estádio do rival.

### Década de 1950
O Bagé inicia esta década com conquista do penta-campeonato citadino, tendo como capitão nestas conquistas o zagueiro João Marques do Nascimento. Também nesta década o clube torna-se Campeão do Interior e Vice-campeão da Primeira Divisão, em 1957. Já em 1959, o Bagé conquista a Copa Centenário de Bagé, numa série de 4 partidas contra o Guarany.

#### Pentacampeão de Bagé
Entre os anos de 1951 e 1955, o Bagé conquistou a sua maior seqüência de títulos da cidade de Bagé, sendo campeão por cinco vezes consecutivas.
No dia 12 de novembro de 1952, o Bagé sagrou-se bicampeão citadino, em partida realizada em Porto Alegre, no Estádio da Timbaúva. No tempo normal, o Bagé perdeu para o Guarany por 2 a 0, gols de Miguel Gularte e Nadir Fontoura. Na prorrogação, vitória jalde-negra pelo placar de 1 a 0, gol de Heitor Moura, resultado que deu o título ao Bagé. O autor do gol jalde-negro por entrou em campo lesionado e foi improvisado como ponta-esquerda.
No campeonato de 1954, O Bagé venceu o Guarany na decisão por 1 a 0, gol de Max, no dia 14 de novembro. Porém, a partida foi interrompida aos 28 minutos do segundo tempo, devido ao arremesso de garrafas para dentro de campo por parte da torcida do Guarany. O árbitro uruguaio Carlos Alberto Vigorito deu o jogo por encerrado, após aguardar por 30 minutos. O título foi decidido no Tribunal de Justiça Desportiva da cidade, que reconheceu a vitória do Bagé. Nos cinco campeonatos, o capitão do time foi o zagueiro João Marques do Nascimento.

#### Heróis do Centenário
Outro importante título conquistado pelo Bagé foi a Copa do Centenário da cidade de Bagé, em 1959. A despeito de ter sido vice-campeão gaúcho no mesmo ano, o Bagé passava por dificuldades financeiras e já tinha perdido alguns jogadores da equipe vice-campeã gaúcha.
O Bagé apostava em valores jovens, entre eles Tupanzinho (que depois jogaria no Palmeiras), além de reforçar o time com outros mais experientes, como Roberto Caramuru e Henrique Andrade (vindo do Nacional de Montevidéu) para a meia-cancha.
No primeiro Ba-Gua do Centenário, realizado no dia 13 de setembro, o Guarany, jogando em casa, ganhou por 2 a 0, gols de Naninho (ex-Vasco da Gama). No dia 20 de setembro, jogando no Pedra Moura, o Bagé deu o troco, vencendo por 2 a 0, gols de de Cabral e Tupanzinho.
No dia 18 de outubro, no Estrela D'Alva, nova vitória jalde-negra, novamente por 2 a 0, gols de Cabral e Eusébio, conquistado assim a vantagem na grande decisão, de poder sagrar-se campeão com um empate.
Na grande decisão, dia 25 de outubro, no Pedra Moura, o Guarany começou o jogo exercendo forte pressão e, logo aos nove minutos, abriu o escore com gol de Válter Valêncio, após lançamento de Naninho. O Bagé chegou ao empate e ao título aos 20 minutos do segundo tempo. O capitão Emygdio José dos Santos (o "Carioca"), chutou da entrada da área, a bola bateu na trave e foi para as redes adversárias.

##### A final
| 25 de outubro de 1959 | Bagé               | 1 – 1     | Guarany de Bagé | Pedra Moura, Bagé (RS) |
|                       | Emygdio dos Santos | Relatório | Válter          | Árbitro: RS            |

Bagé: Antoninho, Gabriel, Sidnei, Emygdio dos Santos e Nélson Teixeira; Roberto Caramuru e Henrique Andrade; Carlos Cabral, Eusébio, Tupanzinho e Storniollo. Técnico: Cross Protti.

Guarany: Célio, Sérgio Cabral, Danga, Sílvio Scherer e Bataclã; Athayde Tarouco e Solis Rodrigues; Ivo Medeiros, Válter, Naninho e João Borges. Técnico: Ivo andrade.
Além dos jogadores que disputaram a finalíssima, Cross Protti, Adeval Silva e Ramão Ballejo atuaram na primeira partida da série.

### Década de 1960 e 70
Na década de 1960, o Bagé sagra-se campeão da Segunda Divisão Gaúcha, em 1964, que nesta edição do certame contou com 40 equipes profissionais do Estado. Nas finais, o Bagé venceu o Avenida, pelo placar de 1 x 0, gol de Henrique Andrade, em jogo de desempate, realizado em Porto Alegre.
Já nos anos de 1970 o Bagé conquista o citadino em 1971 e em 1975. O clube também mantinha um Departamento de Futsal e foi Vice-Campeão Gaúcho de Futsal em 1976.
Em 14 de abril de 1977 o estádio da Pedra Moura inaugura seu sistema de iluminação.
É nos anos 1970 também que o Bagé voltaria a conquistar um título de caráter estadual: Campeão da Copa Governador do Estado do Rio Grande do Sul, em 1974 e campeão da Copa Governador Cícero Soares, em 1977. É nesta década que o Bagé conquista as melhores colocações no Campeonato Gaúcho da Primeira Divisão, excetuando-se os títulos de 1925 e do interior nas décadas anteriores.

### Década de 1980 e 90
Na década de 1980, o Bagé sagra-se Campeão Gaúcho da Segunda Divisão em 1982 e 1985. Em 1982, o Bagé torna-se campeão da Divisão de Acesso, tendo o Aimoré como vice-campeão, em uma edição envolvendo 26 clubes. E em 1985, novamente retorna à Série A do certame, sendo campeão do octogonal final, conquistando nove vitórias na fase final da competição.
Por isto, na década de 1980, o clube alterna participações na 1ª e 2ª divisão do futebol profissional do Estado, participando da Primeira Divisão nos anos de 1980, 1983, 1984 e 1986.
Na década de 1990, o Bagé retorna à Série A do Campeonato Gaúcho de Futebol, ao conquistar o vice-campeonato da Divisão de Acesso, em 1993.

### Anos 2000
Em 2001 é realizada ampla reforma no estádio, com a troca do gramado anteriormente utilizado, novo sistema de drenagem, além de modificações nos vestiários e alambrado.
O jogo de re-inauguração foi contra o Juventude, de Caxias do Sul.

#### Campeão do Sequiscentenário
Depois de mais de 30 anos sem a realização do Campeonato Citadino de Bagé, o torneio voltou a ser realizado em 2009. E o Bagé, que já havia sido campeão do centenário da cidade, desta vez conquistou o título marcado pelos 150 anos da cidade. Foram realizados quatro clássicos Ba-Gua, resultando em dois empates e duas vitórias do Bagé. Com isto, o Bagé sagrou-se campeão citadino, adquirindo também a hegemonia do futebol profissional da cidade, somando um título citadino a mais que seu rival Guarany.
O jogo decisivo foi realizado no estádio Estrela D'alva, do rival Guarany, e lá o Bagé venceu a partida decisiva por 1 x 0, no dia 4 de maio de 2009, com gol do zagueiro Aguinaldo, jogador revelado pelas categorias de base do Bagé. O jogo também ficou marcado pela invasão da torcida do Bagé ao estádio do rival.
Com esta vitória, o Bagé também obteve o troféu "15 anos do Jornal Minuano", jornal da cidade de Bagé.

### Retorno à elite
No ano de 1964 o Bagé conquista o título do Campeonato Gaúcho da Segunda Divisão, tendo como vice-campeão o Avenida, da cidade de Santa Cruz do Sul.
Já em 1972, através da Copa Governador do Estado, o Bagé garantiu seu retorno à Primeira Divisão do Campeonato Gaúcho. A vaga para elite ocorreu na partida do dia 2 de dezembro, realizada em Passo Fundo. O adversário era o Gaúcho, que vencia a partida por 3 a 1, até os 40 minutos do segundo tempo. Porém, o Bagé apresentou uma histórica reação e empatou o jogo em 3 a 3 (gols de Mariotti, Válter e Derli), conquistando a vaga para o Campeonato Gaúcho do ano seguinte.
Em 1974, novamente através da Copa Governador do Estado, o Bagé conseguiu o acesso, desta vez sendo campeão da competição. A partida do título foi justamente contra seu maior rival, o Guarany, no dia 15 de dezembro. O Bagé venceu o arquirrival por 1 a 0, gol de Derli, em jogo que teve 6.113 pagantes.
No ano de 1982 o Bagé foi o Campeão estadual da Segunda Divisão, retornando à Série A do ano seguinte.
No dia 7 de dezembro de 1985, o Bagé sagrou-se novamente campeão estadual da Segunda Divisão, ao derrotar o 14 de Julho de Passo Fundo em Bagé por 2 a 0, gols de Getúlio Rosário e Fábio.
Em 1993, o Bagé torna-se vice-campeão da Segunda Divisão, ao empatar em 1 x 1 no Estádio da Pedra Moura frente ao Veranópolis, sendo o gol jalde-negro marcado pelo meio-campista Lino. Com o resultado, o Bagé retornou à Série A do Campeonato Gaúcho de Futebol.

## Títulos
Campeão Invicto
| HONRARIAS             | HONRARIAS                      | HONRARIAS    | HONRARIAS |
|                       | Competição                     | Títulos      | Temporadas |
| --------------------- | ------------------------------ | ------------ | --- |
| Brasil                | Taça de Prata CBD              | 1            | 1925 |
| ESTADUAIS             |                                |              | |
|                       | Competição                     | Títulos      | Temporadas |
|                       | Campeonato Gaúcho              | 1            | 1925 |
|                       | Copa Governador do Estado      | 1            | 1974 |
|                       | Campeonato Gaúcho - 2ª Divisão | 3            | 1964, 1982 e 1985 |
|                       | Campeonato do Interior Gaúcho  | 6            | 1925, 1927, 1928, 1940, 1944 e 1957 |
|                       | Copa Cícero Soares             | 1            | 1977 |
| MUNICIPAIS            |                                |              | |
|                       | Competição                     | Títulos      | Temporadas |
|                       | Campeonato Citadino de Bagé    | 23           | 1922, 1924, 1925, 1927, 1928, 1931, 1933, 1936, 1939, 1940, 1942, 1944, 1949, 1951, 1952, 1953, 1954, 1955, 1957, 1971, 1975, 1976 e 2009       |
|                       | Copa Centenário de Bagé        | 1            | 1959 |
|                       | Taça Cidade de Bagé            | 1            | 1976 |
| CAMPANHAS EM DESTAQUE |                                |              | |
|                       | Competição                     | Colocação    | Temporadas |
| Rio Grande do Sul     | Campeonato Gaúcho              | Vice-campeão | 1927, 1928, 1940, 1944 e 1957 |
| Rio Grande do Sul     | Campeonato Gaúcho - 2ª Divisão | Vice-campeão | 1993 |
| Rio Grande do Sul     | Campeonato Gaúcho - 3ª Divisão | Vice-campeão | 2017 e 2022 |
|                       | Campeonato Citadino de Bagé    | Vice-campeão | 1921, 1926, 1929, 1932, 1934, 1935, 1938, 1943, 1945, 1946, 1947, 1948, 1950, 1956, 1958, 1960, 1961, 1964, 1965, 1966, 1969, 1970, 2010 e 2012 |

### Futebol de Salão
- Vice-campeão Gaúcho de Futsal: 1976

#### Torneios amistosos
- Campeão da Copa Real Esportes: 2011

## Histórico em competições oficiais

### Campeonato Gaúcho
| Ano  | Posição | Ano  | Posição | Ano  | Posição | Ano  | Posição |
| ---- | ------- | ---- | ------- | ---- | ------- | ---- | ------- |
| 1922 | 4º      | 1944 | 2º      | 1975 | 8º      | 1983 | 11º     |
| 1925 | 1º      | 1949 | 5º      | 1976 | 12º     | 1984 | 14º     |
| 1927 | 2º      | 1953 | 5º      | 1977 | 9º      | 1986 | 14º     |
| 1928 | 2º      | 1957 | 2º      | 1978 | 10º     | 1994 | 20º     |
| 1940 | 2º      | 1971 | 9º      | 1979 | 15º     |      |         |
| 1942 | 4º      | 1973 | 8º      | 1980 | 14º     |      |         |

### Copa FGF
| Ano  | Posição |
| ---- | ------- |
| 2008 | 6º      |
| 2009 | 20º     |
| 2010 | 5º      |

### Últimas dez temporadas
*2020: competição cancelada na terceira rodada devido a Pandemia de COVID-19
**2021: Punido com a perda de 9 pontos por escalações irregulares
Legenda:
| Promovido à Divisão de Acesso Rebaixado para a Série B |

## Números Históricos
- O presidente Luis Carlos Osório Alcalde é recordista no cargo de principal comandante do Bagé.[54] Alcalde ocupou a presidência jalde-negra por 19 vezes, sendo a primeira vez em 1969, e a mais recente gestão no ano de 2007.
- Paulo de Souza Lobo, o Galego, foi o treinador que mais vezes comandou o Bagé. Entre 1971 e 1980, de maneira não-consecutiva, dirigiu a equipe jalde-negra por 405 jogos.[55]
- Ballejo - Estreou em 1949, foi o maior artilheiro do Bagé, marcou 117 gols defendendo a camisa jalde-negra.[56]
- A maior série invicta do Bagé ocorre entre 21 de abril de 1940 e 20 de setembro de 1942. Foram 32 partidas sem sofrer derrotas. É também a mais longa invencibilidade na história do futebol bageense.[57]

## Gols históricos
Os gols de numeração histórica do Bagé.
- O Gol nº 1

O primeiro gol jalde-negro foi de Argeu, no dia 5 de setembro de 1920, empate em um gol com o Gabrielense. O jogo foi disputado em Bagé. No mesmo ano, Argeu foi campeão estadual pelo Guarany e, cinco anos depois, conquistaria de novo o título, então pelo Bagé.
- O gol 100

O atacante Oliveira foi o autor deste gol, justamente na maior conquista do Bagé. Aliás, ele marcou dois no dia 22 de novembro de 1925, em Porto Alegre, onde os jalde-negros ganharam do Grêmio por 3 a 1 e sagraram-se campeões estaduais.
- O gol 1000

Calvete foi autor do milésimo gol jalde-negro, em Bagé 3 x 4 Brasil de Pelotas, amistoso em 12 de agosto de 1951. O jogo foi realizado no Estádio Pedra Moura.
- O gol 2000

Válter Valêncio marcou o gol 2000, no dia 3 de dezembro de 1972, em Passo Fundo, no empate em três gols com o Gaúcho – o Bagé perdia por 3 a 1 até os 40 minutos finais.
- O gol 3000

Aguinaldo Moreira marcou o gol de número 3000 do clube jalde-negro, no dia 5 de abril de 1997, em Lavras do Sul, na vitória do Bagé por 3 a 0 diante da seleção daquela cidade.

## Amistosos históricos
- Em 24 de outubro de 1943, jogando em Porto Alegre, o Bagé goleou[59] a Seleção Gaúcha por 6 x 1.[60] A equipe do selecionado gaúcho tinha como base os jogadores do histórico "Rolo Compressor" do Internacional.
- Em 1954 o Bagé foi convidado para realizar uma partida amistosa contra o Peñarol que comemorava seus 63 anos de fundação. A partida foi realizada no Estádio Centenário, em Montevidéu, e terminou com o placar de 3 x 2 para o time uruguaio. A equipe uruguaia tinha vários jogadores que haviam participado do Maracanaço, em 1950. Os gols do Penharol foram marcados por Hobberg, Pippo e Borges. Camargo e Tejera fizeram os gols do Bagé. A grande peculiaridade desta partida foi um fato histórico: o Bagé utilizou na primeira etapa, a camisa auri-negra do próprio Penharol, em homenagem ao clube aniversariante, que na primeira etapa utilizou a camisa do Central Uruguai Railway Cricket Club, o CURCC, clube que originou o Penharol.[61][62][63]
- Em 1957, o Santos Futebol Clube empata com a Seleção Bageense (combinado da dupla Ba-Gua[64]) no Estádio Pedra Moura, em 1 x 1. O autor do gol do clube santista foi Pelé.[65][66]
- Em 1959, na Pedra Moura, o Bagé empatou por 1 x 1[67] com a Seleção do Paraguai.
- Em 27 de abril de 1969, na Pedra Moura, o Bagé empatou sem gols[68] contra o River Plate de Montevidéu.
- Em 1981, o Bagé empatava em 1 a 1, num amistoso com o Peñarol de Montevidéu.
- Em 1994 o Bagé enfrentou amistosamente o Miramar Missones de Montevidéu, Uruguai. A partida terminou com uma enorme batalha campal, envolvendo todos os jogadores e alguns integrantes das duas comissões técnicas, que foi destaque, inclusive, no Jornal Nacional daquele dia.

## Artilheiros
- Artilheiros do Campeonato Gaúcho

1. Pasqualito - 1925.

## Rankings
Ranking que pontua todas as edições do Campeonato Gaúcho
- Posição: 5º[11]
- Pontuação: 45 pontos

## Outras modalidades esportivas
Além do futebol, o Bagé possuiu ao longo de sua história equipes em outras modalidades desportivas.

### Basquete
O basquete no Bagé teve seu início no começo dos anos 1950, com o clube disputando torneios citadinos com várias outras equipes da cidade. Inclusive num dos jogos de basquete que o clássico com o rival Guarany recebeu a alcunha de Ba-Gua, termo que acabou transcendendo para o futebol. Na década de 1960 o Bagé construiu uma quadra de basquete nas dependências do estádio.

### Futsal
O Departamento de Futebol de Salão do Bagé foi iniciado em meados dos anos 1970, mantendo as atividades até o final dos anos 1980. Entretanto, desde 1960 já disputava partidas da modalidade e o campeonato citadino. Em 1976, a equipe do Bagé conquistou o vice-campeonato Estadual da categoria.

## Estádio
- Nome Oficial: Pedra Moura

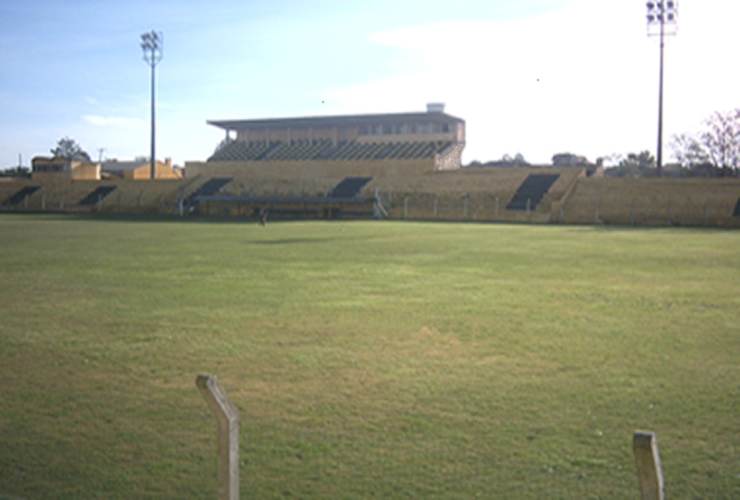
Estádio da Pedra Moura, a casa do Bagé

- Endereço: Av. Líbio Vinhas,129 - Bairro Menino Deus - Bagé - RS
- Grama: Bermuda Green
- Inauguração: 5 de setembro de 1920 (desde a fundação do clube o Bagé manda seus jogos na Pedra Moura).
- Aquisição definitiva: 1937
- Capacidade: 10.000[73]
- Dimensões do gramado: 105m x 73m
- Área total do complexo: 11.674,60 m²
- Proprietário: Grêmio Esportivo Bagé

## Símbolos

### Bandeira
A bandeira jalde-negra é composta por um sol negro estilizado, que figura no canto superior esquerdo da mesma. Ao centro deste, o escudo do Bagé. Os raios que se espalham pelo restante da bandeira são amarelos e pretos.

### Escudo
O escudo do Bagé apresenta o contorno em preto, com o interior em amarelo, e um círculo preto no centro, com as letras "G", "E" e "B" na cor amarela, sendo que no primeiro uniforme situa-se ao lado esquerdo da camisa e no segundo uniforme, ao centro.

### Uniforme
Uniforme 1 - O uniforme principal do Bagé é composto por camisa com listras verticais amarelas (tom ouro) e pretas, calções pretos e meias pretas, podendo haver detalhes em amarelo ou não. As meias também podem ser da cor cinza ou listradas horizontalmente nas cores amarelo e preto.
Uniforme 2 - O uniforme secundário tem a camisa predominantemente branca, com duas faixas horizontais no meio da camisa, uma preta e outra amarela, podendo neste uniforme o escudo ser ao centro da camisa. Os calções são pretos e as meias cinzas ou pretas
.
Uniforme 3- Inclusive utilizado várias vezes em 2007, o terceiro uniforme jalde-negro tem o preto como cor predominante na camisa, sem listras, e com alguns detalhes amarelos nas laterais da camisa. Neste uniforme os calções e meias utilizados normalmente são pretos. O escudo fica ao centro.

### Material Esportivo
O material esportivo utilizado pelo clube (fardamentos de jogo e de treinamento) é fornecido pela Weefe.

#### Uniformes Atuais
| 1 | 2 | Alternativo | Alternativo | Alternativo | Alternativo |

#### Uniformes 2018
| 1 | 2 |

#### Uniformes 2017
| 1 | 2 | Alternativo |

#### Uniformes 2016
| 1 | 2 | Alternativo |

##### Uniformes anteriores
- Primeiro (ou titular)

| 2015 | 2014 | 2013 |

###### Alguns outros uniformes já utilizados
- Nos anos 1950 o Bagé utilizou em várias oportunidades um uniforme listrado horizontalmente. Nos anos 1960, foi também usada diversas vezes uma camisa amarela, com uma faixa grossa horizontal preta. Nos anos 1970 a inovação foi uma camisa preta, que junto ao escudo exibia também o mascote jalde-negro.

| anos 1950 | anos 1960 | anos 1970 | 2007/Variação | Uniforme 3 |

- Cabe salientar que os uniformes mostrados de décadas anteriores foram usados em jogos esporádicos. Não foram utilizados durante toda uma temporada, apenas em um ou alguns confrontos.

### Mascote

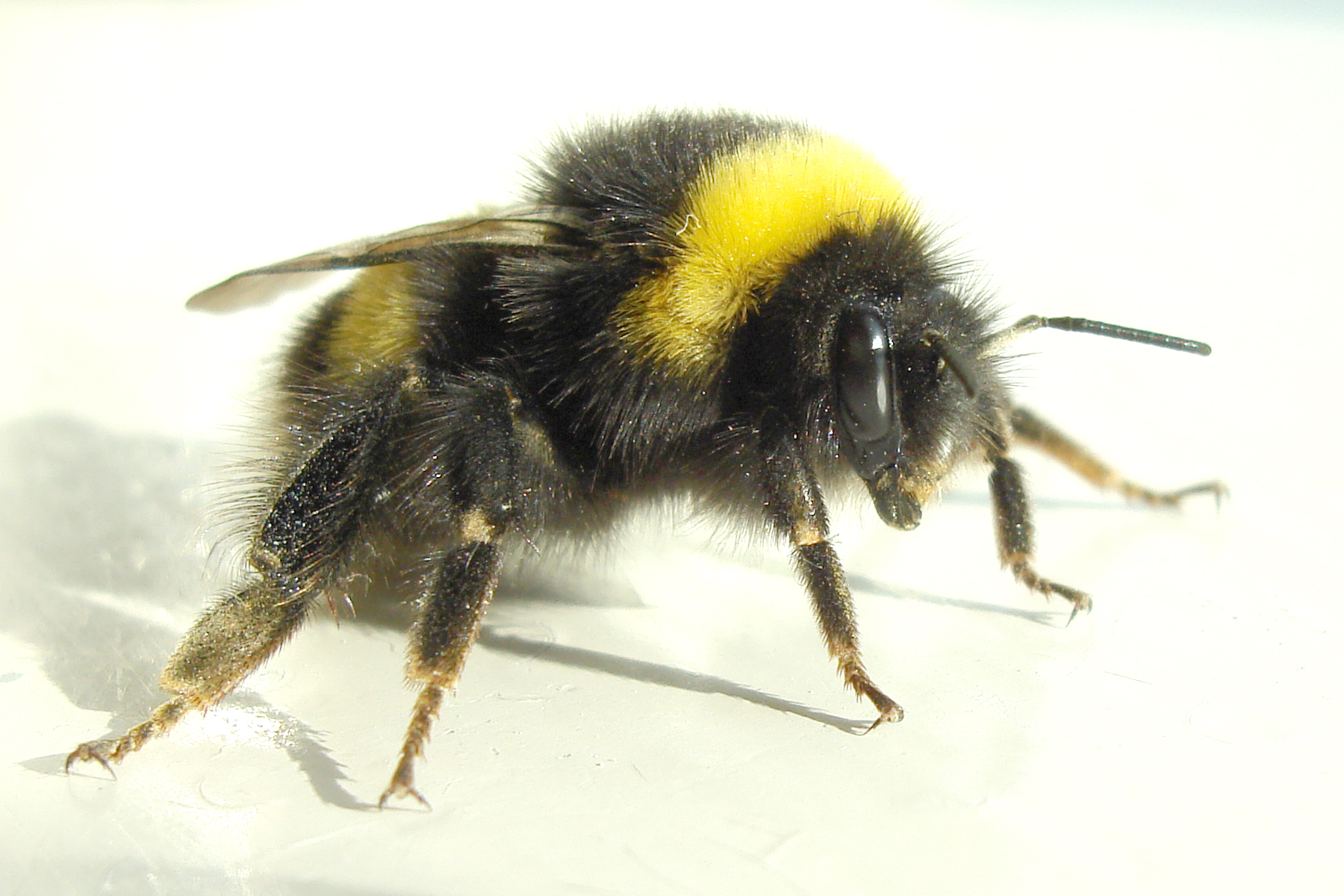
Espécime de Abelha

A mascote do Bagé é a abelha. A alusão é clara, com as cores do clube e também ao trabalho operário e ao feroz ataque do grupo.

## Ídolos
| - Emygdio dos Santos (Carioca) - Argeu - Ballejo - Henrique Andrade - Misael Romero - Oliveira - Orcina |  | - Osvaldo Cross Protti - Pascoalito - Paulo Roberto Rocha - Tupan - Felix Magno - Derli - Ademir Veiga |

## Presidentes
O primeiro presidente do Bagé foi Jose Parera y Valls, em 1920. O presidente que mais vezes comandou o Bagé foi Luís Carlos Alcalde, que dirigiu o clube em 18 oportunidades, entre 1969 e 2007, de maneira não consecutiva. Já o presidente Carlos Alberto Ducos foi o dirigente que mais comandou o Bagé de maneira consecutiva, por cinco anos seguidos, entre 2008 e 2012.

## Rivalidade

### Clássico Ba-Gua
| Estatística                |                                                                          |
| Número de jogos            | 426                                                                      |
| Vítórias do Bagé           | 146                                                                      |
| Vitórias do Guarany        | 157                                                                      |
| Empates                    | 123                                                                      |
| Número de gols             | 973                                                                      |
| Gols marcados pelo Guarany | 514                                                                      |
| Gols marcados pelo Bagé    | 490                                                                      |
| Maior Goleada              | Bagé 7 x 0 Guarany (Campeonato Citadino de Bagé) - 31 de agosto de 1940. |
| Primeira Partida           | Bagé 2 x 2 Guarany (Campeonato Citadino de Bagé) - 31 de julho de 1921.  |

Último jogo considerado: Guarany 0 x 1 Bagé, 18 de agosto de 2013, válido pela Segunda Divisão Gaúcha 2013, disputado no estádio Estrela D'alva.
- O principal rival do Bagé é o Guarany com quem disputa o clássico Ba-Gua. Uma rivalidade histórica de mais de 90 anos.
- O Ba-Gua é o clássico com o maior número de confrontos do futebol gaúcho.[88]
- O primeiro clássico realizado entre os dois rivais ocorreu no dia 31 de julho de 1921, terminando em igualdade de 2 x 2.[89]
- O Bagé possui a maior série invicta em clássicos Ba-Gua, que durou de 1939 a 1941,[90] ficando o Bagé sem perder nenhum clássico durante 17 jogos consecutivos.
- O Bagé também é autor da maior goleada imprimida em um clássico Ba-Gua. Ocorreu em 1940, e o placar final foi 7 x 0 para o Bagé. A bola desta partida é guardada até hoje na sede do Menino Deus, e recebeu a alcunha de "bola 7".
- Em 1953, o Guarany tinha como goleiro o argentino Héctor Lugano, considerado uma fortaleza no gol alvi-rubro, até o clássico daquele ano. O zagueiro jalde-negro João Nascimento cobrou uma falta antes do meio do campo. A bola voou por todo o Pedra Moura, e acabou entrando na meta de Lugano. Foi o gol da vitória, Bagé 1 x 0, e o gol foi batizado de "o gol dos 70 metros".[91]
- O Gol 1000 em clássicos Ba-Gua foi marcado no dia 18 de setembro de 2016,[92] na vitória do Bagé por 3x1 sobre o Guarany, em jogo realizado no estádio Estrela D'alva. Anderson Carvalho marcou o gol histórico aos 17 minutos do primeiro tempo, abrindo o escore para o Bagé em cobrança de falta.

## Torcidas organizadas
- Fúria Jalde-Negra[93]
- Aqui Agora[94]
- Fanáticos da Fronteira[95]